# Stanislav Sazonovich
Stanislav Sazonovich (tiếng Belarus: Станiслаў Сазановiч; tiếng Nga: Станислав Сазонович; sinh 6 tháng 3 năm 1992) là một cầu thủ bóng đá Belarus. Tính đến năm 2018, anh thi đấu cho Smolevichi-STI.